# 特廖希茲本卡

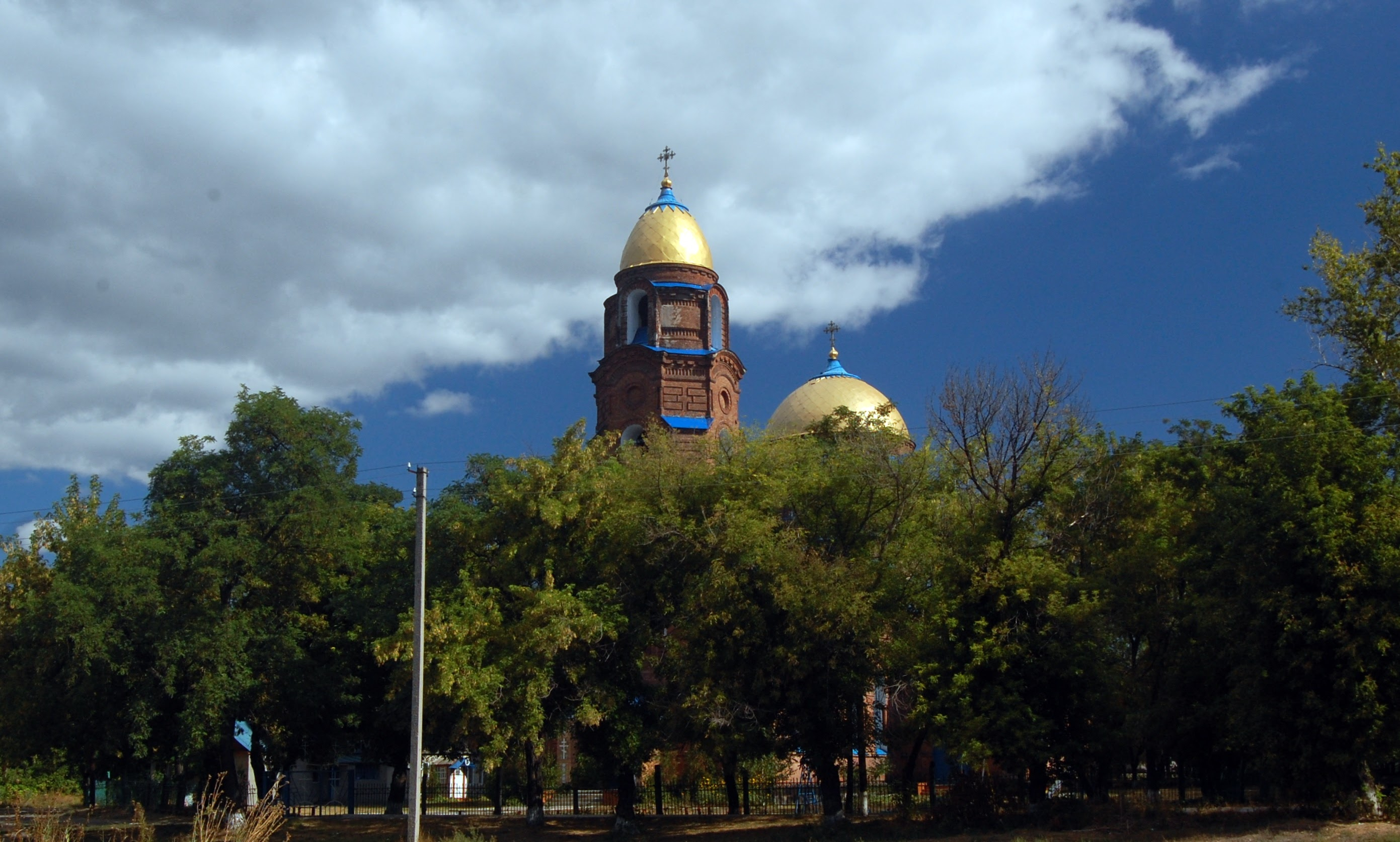
教堂

48°45′34″N 38°57′48″E / 48.75944°N 38.96333°E
特廖希茲本卡（羅馬化：Triokhizbenka）是位於烏克蘭東部的村庄，由盧甘斯克州夏斯佳區的夏斯佳市鎮負責管轄。該镇面積7.43平方公里，海拔高度50米，2001年人口2,920，人口密度每平方公里393人。